# Championnat de Slovénie de football

Le Championnat de Slovénie de football (nom officiel en slovène : Prva liga Telekom Slovenije), aussi connu sous l'abréviation 1.SNL, a été créé en 1991 à l'indépendance du pays à la suite de l'éclatement de la Yougoslavie. De 1920 à la fin de la saison 1990-1991, le championnat de la République Slovène était une sous-division du championnat de Yougoslavie de football.
Avant la saison 2006-2007, le championnat se nommait Liga Si.mobil Vodafone. Il a été renommé en Prva Liga Telekom Slovenije du nom de son sponsor principal.
Le NK Maribor et le NK Celje sont les deux seuls clubs à avoir participé à toutes les éditions depuis 1991.

## Palmarès
| Saison    | Clubs | Champion               | Vice-champion      | Troisième          | Meilleur(s) buteur(s) |
| --------- | ----- | ---------------------- | ------------------ | ------------------ | --- |
| 1991-1992 | 21    | Olimpija Ljubljana     | NK Maribor         | NK Izola           | Zoran Ubavič (Olimpija Ljubljana, 29 buts)                                                                                         |
| 1992-1993 | 18    | Olimpija Ljubljana (2) | NK Maribor         | NK Mura            | Sašo Udovič (Slovan Ljubljana (en), 25 buts)                                                                                       |
| 1993-1994 | 16    | Olimpija Ljubljana (3) | NK Mura            | NK Maribor         | Štefan Škaper (NK Beltinci (en), 23 buts)                                                                                          |
| 1994-1995 | 16    | Olimpija Ljubljana (4) | NK Maribor         | HIT Gorica         | Štefan Škaper (NK Beltinci (en), 25 buts)                                                                                          |
| 1995-1996 | 10    | HIT Gorica             | Olimpija Ljubljana | NK Mura            | Ermin Šiljak (Olimpija Ljubljana, 28 buts)                                                                                         |
| 1996-1997 | 10    | NK Maribor             | NK Mura            | HIT Gorica         | Faik Kamberović (Publikum Celje, 21 buts)                                                                                          |
| 1997-1998 | 10    | NK Maribor (2)         | NK Mura            | HIT Gorica         | Ismet Ekmečić (Olimpija Ljubljana, 21 buts)                                                                                        |
| 1998-1999 | 12    | NK Maribor (3)         | HIT Gorica         | NK Rudar Velenje   | Novica Nikčević (HIT Gorica, 17 buts)                                                                                              |
| 1999-2000 | 12    | NK Maribor (4)         | HIT Gorica         | NK Rudar Velenje   | Kliton Bozgo (NK Maribor, 24 buts)                                                                                                 |
| 2000-2001 | 12    | NK Maribor (5)         | Olimpija Ljubljana | NK Primorje        | Damir Pekič (Publikum Celje, 23 buts)                                                                                              |
| 2001-2002 | 12    | NK Maribor (6)         | NK Primorje        | FC Koper           | Romano Obilinović (NK Primorje, 16 buts)                                                                                           |
| 2002-2003 | 12    | NK Maribor (7)         | Publikum Celje     | Olimpija Ljubljana | Marko Kmetec (NK Ljubljana/Olimpija Ljubljana, 21 buts)                                                                            |
| 2003-2004 | 12    | ND Gorica (2)          | Olimpija Ljubljana | Publikum Celje     | Dražen Žeželj (NK Ljubljana/NK Primorje, 19 buts)                                                                                  |
| 2004-2005 | 12    | ND Gorica (3)          | NK Domžale         | NK Maribor         | Kliton Bozgo (NK Maribor, 18 buts)                                                                                                 |
| 2005-2006 | 10    | ND Gorica (4)          | NK Domžale         | Publikum Celje     | Miran Burgič (ND Gorica, 24 buts)                                                                                                  |
| 2006-2007 | 10    | NK Domžale             | ND Gorica          | FC Koper           | Nikola Nikezić (ND Gorica, 22 buts)                                                                                                |
| 2007-2008 | 10    | NK Domžale (2)         | FC Koper           | ND Gorica          | Dario Zahora (NK Domžale, 22 buts)                                                                                                 |
| 2008-2009 | 10    | NK Maribor (8)         | ND Gorica          | Rudar Velenje      | Etien Velikonja (ND Gorica, 17 buts)                                                                                               |
| 2009-2010 | 10    | FC Koper               | NK Maribor         | ND Gorica          | Milan Osterc (FC Koper, 23 buts)                                                                                                   |
| 2010-2011 | 10    | NK Maribor (9)         | NK Domžale         | FC Koper           | Marcos Tavares (NK Maribor, 16 buts)                                                                                               |
| 2011-2012 | 10    | NK Maribor (10)        | Olimpija Ljubljana | ND Mura 05         | Dare Vršič (Olimpija Ljubljana, 22 buts)                                                                                           |
| 2012-2013 | 10    | NK Maribor (11)        | Olimpija Ljubljana | NK Domžale         | Marcos Tavares (NK Maribor, 17 buts)                                                                                               |
| 2013-2014 | 10    | NK Maribor (12)        | FC Koper           | Rudar Velenje      | Mate Eterović (Rudar Velenje, 19 buts)                                                                                             |
| 2014-2015 | 10    | NK Maribor (13)        | NK Celje           | NK Domžale         | Marcos Tavares (NK Maribor, 16 buts)                                                                                               |
| 2015-2016 | 10    | Olimpija Ljubljana (5) | NK Maribor         | NK Domžale         | Rok Kronaveter (Olimpija Ljubljana, 17 buts) Jean-Philippe Mendy (NK Maribor, 17 buts) Andraž Šporar (Olimpija Ljubljana, 17 buts) |
| 2016-2017 | 10    | NK Maribor (14)        | Olimpija Ljubljana | NK Domžale         | John Mary (Rudar Velenje, 17 buts)                                                                                                 |
| 2017-2018 | 10    | Olimpija Ljubljana (6) | NK Maribor         | NK Domžale         | Luka Zahovič (NK Maribor, 18 buts)                                                                                                 |
| 2018-2019 | 10    | NK Maribor (15)        | Olimpija Ljubljana | NK Domžale         | Luka Zahovič (NK Maribor, 18 buts)                                                                                                 |
| 2019-2020 | 10    | NK Celje               | NK Maribor         | Olimpija Ljubljana | Ante Vukušić (Olimpija Ljubljana, 26 buts)                                                                                         |
| 2020-2021 | 10    | NŠ Mura                | NK Maribor         | Olimpija Ljubljana | Jan Mlakar (NK Maribor, 14 buts) Nardin Mulahusejnović (FC Koper, 14 buts)                                                         |
| 2021-2022 | 10    | NK Maribor (16)        | FC Koper           | Olimpija Ljubljana | Ognjen Mudrinski (NK Maribor, 17 buts)                                                                                             |
| 2022-2023 | 10    | Olimpija Ljubljana (7) | NK Celje           | NK Domžale         | Žan Vipotnik (NK Maribor, 20 buts)                                                                                                 |
| 2023-2024 | 10    | NK Celje (2)           | NK Maribor         | Olimpija Ljubljana | Aljoša Matko (NK Celje, 18 buts)                                                                                                   |
| 2024-2025 | 10    | Olimpija Ljubljana (8) | NK Maribor         | FC Koper           | Raul Florucz (Olimpija Ljubljana, 15 buts)                                                                                         |

### Bilan par club
| Club               | Champion | Vice-champion | Édition(s) remportée(s) |
| ------------------ | -------- | ------------- | --- |
| NK Maribor         | 16       | 10            | 1996-1997, 1997-1998, 1998-1999, 1999-2000, 2000-2001, 2001-2002, 2002-2003, 2008-2009, 2010-2011, 2011-2012, 2012-2013, 2013-2014, 2014-2015, 2016-2017, 2018-2019, 2021-2022 |
| Olimpija Ljubljana | 7        | 6             | 1991-1992, 1992-1993, 1993-1994, 2015-2016, 2017-2018, 2022-2023 |
| ND Gorica          | 4        | 5             | 1995-1996, 2003-2004, 2004-2005, 2005-2006 |
| NK Celje           | 2        | 3             | 2019-2020, 2023-2024 |
| NK Domžale         | 2        | 3             | 2006-2007, 2007-2008 |
| NŠ Mura            | 1        | 3             | 2020-2021 |
| FC Koper           | 1        | 3             | 2009-2010 |
| NK Primorje        | -        | 1             | |

## Compétitions européennes

### Classement du championnat
Le tableau ci-dessous récapitule le classement de la Slovénie au coefficient UEFA depuis 1993. Ce coefficient par nation est utilisé pour attribuer à chaque pays un nombre de places pour les compétitions européennes ainsi que les tours auxquels les clubs doivent entrer dans la compétition.
| 1993 | 1994 | 1995 | 1996 | 1997 | 1998 | 1999 | 2000 | 2001 | 2002 | 2003 | 2004 | 2005 | 2006 | 2007 | 2008 | 2009 | 2010 | 2011 | 2012 | 2013 | 2014 | 2015 | 2016 | 2017 | 2018 | 2019 | 2020 | 2021 | 2022 | 2023 | 2024 | 2025 |
| ---- | ---- | ---- | ---- | ---- | ---- | ---- | ---- | ---- | ---- | ---- | ---- | ---- | ---- | ---- | ---- | ---- | ---- | ---- | ---- | ---- | ---- | ---- | ---- | ---- | ---- | ---- | ---- | ---- | ---- | ---- | ---- | ---- |
| 35   | 29   | 30   | 28   | 29   | 28   | 28   | 26   | 27   | 28   | 29   | 28   | 28   | 29   | 29   | 29   | 32   | 35   | 38   | 34   | 30   | 29   | 28   | 30   | 30   | 30   | 31   | 32   | 31   | 31   | 31   | 30   | 28   |

Le tableau suivant affiche le coefficient actuel du championnat slovène.
| Rang | Pays        | 2020-2021 | 2021-2022 | 2022-2023 | 2023-2024 | 2024-2025 | Coefficient |
| ---- | ----------- | --------- | --------- | --------- | --------- | --------- | ----------- |
| 26   | Russie      | 4,333     | 5,300     | 4,333     | 4,333     | 4,333     | 22,632      |
| 27   | Slovaquie   | 1,500     | 4,125     | 6,000     | 5,000     | 4,625     | 21,250      |
| 28   | Slovénie    | 2,250     | 3,000     | 2,125     | 3,875     | 9,043     | 20,343      |
| 29   | Bulgarie    | 4,000     | 3,375     | 4,500     | 4,375     | 3,625     | 19,875      |
| 30   | Azerbaïdjan | 2,500     | 4,375     | 4,000     | 5,875     | 2,875     | 19,625      |

### Coefficient UEFA des clubs
| Rang | Club               | 2020-2021 | 2021-2022 | 2022-2023 | 2023-2024 | 2024-2025 | Coefficient |
| ---- | ------------------ | --------- | --------- | --------- | --------- | --------- | ----------- |
| 100  | Olimpija Ljubljana | 1,500     | 2,000     | 1,500     | 4,000     | 8,375     | 17,375      |
| 120  | NK Celje           | 2,000     | -         | -         | 2,500     | 9,500     | 14,000      |
| 159  | NK Maribor         | 1,000     | 1,500     | 2,500     | 2,000     | 2,500     | 9,500       |
| 255  | NŠ Mura            | 2,000     | 2,500     | 1,500     | -         | -         | 6,000       |